# プロ野球チームをつくろう!
『プロ野球チームをつくろう!』（プロやきゅうチームをつくろう）は、セガ・エンタープライゼス（ニンテンドーDS版はセガ）から発売されていた家庭用ゲームである。ドリームキャスト版はシリーズ1作目、ニンテンドーDS版は9作目となる。ドリームキャスト版の略称は「やきゅつく」、ニンテンドーDS版は「DS版やきゅつく」。

## 概要
日本のプロ野球をテーマとした経営シミュレーションゲーム。実在の日本プロ野球12球団のうちのどれか一つを選んで育成し、世界一の球団を作り上げるのが目的となる。プレイヤーが担当するのは
- 資金運営や施設の建設といった経営部分
- スタッフや選手を揃える人事部分
- 所属する選手を育成したり試合前のオーダー決定や投手交代といった戦略部分

の3点で、試合中の選手の行動を直接操作することは出来ない。

## ニンテンドーDS版
前作の『プロ野球チームをつくろう!3』までは選手などのキャラクターはリアル体型だったが、今作は二頭身キャラクターに戻している。
また10年毎に引き継ぐ状態を選択するシステムや以前に廃止された強化アイテム等が復活している。

## 関連作品
- プロサッカークラブをつくろう!（サカつく）
- ダービー馬をつくろう!（ダビつく）